# 황금대교
황금대교(黃金大橋)는 경상북도 경주시 현곡면과 황성동 라원리·금장리를 잇는 총연장 371m, 폭 20m, 왕복 4차선의 교량이다. 금장교·동대교·서천교·나정교에 이어 경주 도심권에서 형산강을 횡단하는 5번째 대형 교량에 해당한다.

## 역사
- 2021년 3월: 착공
- 2024년 3월: 완공·개통[1]

## 기타
예상되는 개통 효과는 황성동과 현곡면간 유일 연결 교량이었던 금장교 일대 교통 정체 해소이다. 주낙영 시장은 "황금대교가 황성동과 현곡면 금장리를 연결하고 '골든시티' 경주의 명성을 부활하며 삼국유사에 언급된 '금교'란 명칭을 되살리는 의미를 담고 있다"고 설명하였다.